# Sollevamento pesi ai Giochi della VIII Olimpiade - Pesi leggeri
La competizione della categoria pesi leggeri (fino a 67,5 kg) di sollevamento pesi ai Giochi della VIII Olimpiade si tenne il giorno 22 luglio 1924 al Vélodrome d'hiver di Parigi.

## Regolamento
La classifica era ottenuta con la somma delle migliori alzate delle seguenti 5 prove:
- Strappo con un braccio
- Slancio con un braccio (effettuato con il braccio opposto della precedente prova)
- Distensione lenta a due braccia
- Strappo a due braccia
- Slancio a due braccia

Su ogni prova ogni concorrente aveva diritto a tre alzate.

## Risultati
| Pos.    | Atleta              | Nazione        | Totale | Strappo un braccio | Strappo un braccio | Strappo un braccio | Slancio un braccio | Slancio un braccio | Slancio un braccio | Distensione lenta | Distensione lenta | Distensione lenta | Strappo due braccia | Strappo due braccia | Strappo due braccia | Slancio due braccia | Slancio due braccia | Slancio due braccia |
| Pos.    | Atleta              | Nazione        | Totale | 1                  | 2                  | 3                  | 1                  | 2                  | 3                  | 1                 | 2                 | 3                 | 1                   | 2                   | 3                   | 1                   | 2                   | 3                   |
| ------- | ------------------- | -------------- | ------ | ------------------ | ------------------ | ------------------ | ------------------ | ------------------ | ------------------ | ----------------- | ----------------- | ----------------- | ------------------- | ------------------- | ------------------- | ------------------- | ------------------- | ------------------- |
| Oro     | Edmond Decottignies | Francia        | 440,0  | 65,0               | 70,0               | 72,5               | 85,0               | 90,0               | 92,5               | 72,5              | 77,5              | 80,0              | 80,0                | 85,0                | 85,0                | 105,0               | 110,0               | 115,0               |
| Argento | Anton Zwerina       | Austria        | 427,5  | 67,5               | 72,5               | 75,0               | 75,0               | 80,0               | 85,0               | 72,5              | 77,5              | 77,5              | 77,5                | 82,5                | 85,0                | 107,5               | 112,5               | 112,5               |
| Bronzo  | Bohumil Durdis      | Cecoslovacchia | 425,0  | 65,0               | 70,0               | 72,5               | 82,5               | 82,5               | 87,5               | 70,0              | 72,5              | 77,5              | 82,5                | 87,5                | 90,0                | 110,0               | 117,5               | 117,5               |
| 4       | Leopold Treffny     | Austria        | 425,0  | 65,0               | 70,0               | 70,0               | 80,0               | 85,0               | 85,0               | 72,5              | 77,5              | 80,0              | 80,0                | 80,0                | 85,0                | 112,5               | 112,5               | 117,5               |
| 5       | Joseph Jaquenoud    | Svizzera       | 417,5  | 65,0               | 70,0               | 70,0               | 80,0               | 85,0               | 85,0               | 77,5              | 77,5              | 82,5              | 77,5                | 82,5                | 85,0                | 105,0               | 110,0               | 110,0               |
| 6       | Eduard Vanaaseme    | Estonia        | 415,0  | 60,0               | 65,0               | 67,5               | 70,0               | 75,0               | 77,5               | 77,5              | 82,5              | 85,0              | 70,0                | 77,5                | 80,0                | 100,0               | 105,0               | 107,5               |
| 7       | Guus Scheffer       | Paesi Bassi    | 415,0  | 62,5               | 67,5               | 67,5               | 72,5               | 77,5               | 80,0               | 80,0              | 85,0              | 85,0              | 77,5                | 77,5                | 82,5                | 105,0               | 110,0               | 110,0               |
| 8       | Félix Bichsel       | Svizzera       | 410,0  | 65,0               | 70,0               | 72,5               | 85,0               | 95,0               | 100,0              | 60,0              | 65,0              | 67,5              | 75,0                | 80,0                | 80,0                | 100,0               | 105,0               | 105,0               |
| 9       | Wilhelm Etzenberger | Austria        | 405,0  | 65,0               | 70,0               | 70,0               | 75,0               | 80,0               | 85,0               | 70,0              | 75,0              | 75,0              | 75,0                | 75,0                | 75,0                | 110,0               | 110,0               | 115,0               |
| 9       | G. Butter           | Belgio         | 405,0  | 60,0               | 65,0               | 65,0               | 70,0               | 75,0               | 80,0               | 70,0              | -                 | 72,5              | 80,0                | 80,0                | 82,5                | 105,0               | 110,0               | 110,0               |
| 11      | André Delloue       | Francia        | 400,0  | 62,5               | 67,5               | 67,5               | 65,0               | 70,0               | 70,0               | 67,5              | 72,5              | 75,0              | 82,5                | 87,5                | 90,0                | 107,5               | 107,5               | 112,5               |
| 12      | Gastone Pierini     | Italia         | 392,5  | 55,0               | 60,0               | 60,0               | 65,0               | 70,0               | 72,5               | 75,0              | 80,0              | 85,0              | 72,5                | 77,5                | 80,0                | 100,0               | 105,0               | 107,5               |
| 12      | Cesare Bonetti      | Italia         | 392,5  | 60,0               | 65,0               | 65,0               | 65,0               | 70,0               | 70,0               | 72,5              | 77,5              | 80,0              | 72,5                | 77,5                | 80,0                | 100,0               | 105,0               | 105,0               |
| 14      | Jules von Gunten    | Svizzera       | 390,0  | 60,0               | 65,0               | 67,5               | 70,0               | 77,5               | 85,0               | 72,5              | 77,5              | 77,5              | 70,0                | 75,0                | 77,5                | 95,0                | 100,0               | 105,0               |
| 14      | Martin Olofsson     | Svezia         | 390,0  | 55,0               | 60,0               | 62,5               | 70,0               | 75,0               | 80,0               | 60,0              | 65,0              | 67,5              | 72,5                | 77,5                | 80,0                | 95,0                | 100,0               | 105,0               |
| 14      | Silvio Quadrelli    | Italia         | 390,0  | 62,5               | 62,5               | 67,5               | 70,0               | 75,0               | 75,0               | 67,5              | 72,5              | 75,0              | 75,0                | 80,0                | 80,0                | 100,0               | 105,0               | 110,0               |
| 17      | William Wyatt       | Gran Bretagna  | 352,5  | 50,0               | 55,0               | 60,0               | 60,0               | 65,0               | 70,0               | 60,0              | 65,0              | 67,5              | 65,0                | 70,0                | 72,5                | 95,0                | 100,0               | 100,0               |
| 18      | Johny Grün          | Lussemburgo    | 350,0  | 47,5               | 52,5               | 52,5               | 62,5               | 67,5               | 72,5               | 60,0              | 65,0              | 67,5              | 65,0                | 70,0                | 72,5                | 87,5                | 92,5                | 97,5                |
| 19      | John Tooley         | Gran Bretagna  | 345,0  | 50,0               | 55,0               | 55,0               | 60,0               | 65,0               | 65,0               | 60,0              | 65,0              | 67,5              | 65,0                | 70,0                | 72,5                | 90,0                | 95,0                | 95,0                |
| 20      | William Randall     | Gran Bretagna  | 332,5  | 50,0               | 55,0               | 55,0               | 60,0               | 65,0               | 65,0               | 60,0              | 65,0              | 67,5              | 60,0                | 65,0                | 65,0                | 85,0                | 90,0                | 95,0                |
| 21      | Ēriks Rauska        | Lettonia       | 325,0  | 60,0               | 65,0               | 67,5               | 80,0               | 85,0               | 85,0               | 65,0              | 70,0              | 75,0              | 80,0                | 80,0                | 80,0                | 100,0               | 105,0               | 110,0               |
| 22      | Voldemar Noormägi   | Estonia        | 295,0  | 55,0               | 62,5               | 65,0               | 75,0               | 80,0               | 80,0               | 80,0              | 85,0              | 87,5              | 72,5                | 77,5                | 77,5                | 105,0               | 105,0               | 105,0               |